# Distrikt Mariscal Cáceres (Camaná)
Der Distrikt Mariscal Cáceres liegt in der Provinz Camaná in der Region Arequipa im Südwesten von Peru. Gegründet wurde der Distrikt am 3. November 1944. Benannt wurde der Distrikt nach Andrés Avelino Cáceres, einem peruanischen Nationalhelden des 19. Jahrhunderts.
Der Distrikt Mariscal Cáceres hat eine Fläche von 593 km². Beim Zensus 2017 wurden 6195 Einwohner gezählt. Im Jahr 1993 lag die Einwohnerzahl bei 3815, im Jahr 2007 bei 5463. Sitz der Distriktverwaltung ist die 11 m hoch gelegene Ortschaft San José mit 1090 Einwohnern (Stand 2017). San José liegt 2,5 km westlich der Provinzhauptstadt Camaná. Die Nationalstraße 1S (Panamericana) verläuft entlang der Küste und durchquert dabei den Distrikt.

## Geographische Lage
Der Distrikt Mariscal Cáceres liegt im westlich zentralen Teil der Provinz Camaná. Der Distrikt hat eine etwa 36 km lange Küstenlinie am Pazifischen Ozean und reicht etwa 25 km ins Landesinnere. Im äußersten Südosten des Distrikts liegt die Flussmündung des Río Camaná. Dort wird bewässerte Landwirtschaft betrieben und dort sowie an der angrenzenden Meeresküste befinden sich die Siedlungsgebiete. Ansonsten besteht der Distrikt aus Wüste und ist weitgehend unbewohnt.
Der Distrikt Mariscal Cáceres grenzt im Nordwesten an den Distrikt Ocoña, im Nordosten an den Distrikt Chuquibamba (Provinz Condesuyos) sowie im Osten an die Distrikte Nicolás de Piérola, José María Quimper und Camaná.

## Ortschaften
Neben dem Hauptort San José gibt es noch folgende größere Orte im Distrikt:
- Pucchun (3588 Einwohner)
- Rolf Laumer (1104 Einwohner)